# Adèle Haenel
Adèle Haenel (Montreuil, 11 de febrero de 1989) es una actriz francesa retirada, conocida por haber obtenido dos premios César, como mejor actriz y mejor actriz secundaria en 2015 y 2014, respectivamente.

## Biografía
Es hija de una maestra francesa y de un traductor de origen austriaco; vivió sus primeros años en Montreuil (Sena-Saint Denis). Se licenció en Economía y Sociología, y luego cursó estudios superiores en Física y Biología Marina. Por otro lado (además de ser cinturón verde de judo), es una experimentada actriz de teatro: empezó en 2012 con una representación de 'La Gaviota', de Anton Chéjov, y en 2016 participó en Viejos tiempos, de Harold Pinter.
En 2007 participó en la película Naissance des pieuvres de Céline Sciamma. Luego continuó con sus estudios en clases preparatorias económicas y comerciales. Entre sus películas más notables se encuentra Suzanne, de Katell Quillévéré.
En 2016 actuó en La chica desconocida, film de investigación criminal, muy matizada psicológicamente, de los hermanos Jean-Pierre y Luc Dardenne.
Haenel se ha reconocido abiertamente lesbiana y ha llegado a interpretar varios papeles lésbicos bajo la dirección de su expareja, Céline Sciamma.

## Reconocimientos
Fue nominada a los premios César a la mejor actriz revelación por la película Naissance des pieuvres. En 2014, ganó el premio César a la mejor actriz secundaria con la película Suzanne, de Katell Quillévéré. Un año después consiguió el César a la mejor actriz por interpretar a Madeleine Beaulieu en la película Les Combattants.

## Participaciones en televisión
- 2009: Déchaînées de Raymond Vouillamoz
- 2011: Goldman de Christophe Blanc

## Participaciones en el teatro
- 2012: La gaviota, de Anton Chéjov, en el Festival de Aviñón, dirigida por Arthur Nauzyciel
- 2013: Le Moche / Voir Clair/ Perplexe de Marius Von Mayenburg, en el teatro La Générale - París
- 2016: Old Times, de Harold Pinter, en el teatro l'Atelier.

## Filmografía
- 2002: Les Diables de Christophe Ruggia: Chloé
- 2007: Naissance des pieuvres de Céline Sciamma: Floriane
- 2011: Après le sud de Jean-Jacques Jauffret: Amélie
- 2011: En ville de Valérie Mréjen y Bertrand Schefer: Isabelle
- 2011: Casa de tolerancia de Bertrand Bonello: Léa
- 2012: Confession d'un enfant du siècle de Sylvie Verheyde
- 2012: Trois mondes de Catherine Corsini: Marion
- 2012: Alyah d'Elie Wajeman: Jeanne
- 2013: Suzanne de Katell Quillévéré: Maria
- 2014: L'Homme qu'on aimait trop de André Téchiné: Agnès Le Roux
- 2014: Les Combattants de Thomas Cailley: Madeleine Beaulieu
- 2015: La Chambre Interdite de Guy Maddin y Evan Johnson: La inválida
- 2016: Les Ogres de Léa Fehner: Mona
- 2016: La chica desconocida de los hermanos Dardenne: Jenny
- 2016: Nocturama de Bertrand Bonello: La jeune femme au vélo
- 2017: Orpheline de Arnaud des Pallières: Renée
- 2017: 120 latidos por minuto de Robin Campillo: Sophie
- 2017: Die Blumen von gestern de Chris Kraus: Zazie
- 2018: En liberté ! de Pierre Salvadori: Yvonne
- 2018: Un peuple et son roi de Pierre Schoeller: Françoise
- 2019: Le Daim de Quentin Dupieux
- 2019: Portrait de jeune fille en feu de Céline Sciamma: Héloïse

## Denuncia de tocamientos y abuso sexual
El 3 de noviembre de 2019, Mediapart publicó una investigación sobre la relación entre Adèle Haenel y el director Christophe Ruggia. Ella acusó al director de realizarle "tocamientos" y de "acoso sexual" cuando tenía entre 12 y 15 años e iba a su casa los fines de semana. El 4 de noviembre, Christophe Ruggia fue dado de baja por la Sociedad de Directores de Cine. El mismo día, Adèle Haenel ofreció una larga entrevista filmada en Mediapart, donde explicó que inicialmente no había presentado demanda contra Christophe Ruggia porque consideraba que la justicia fallaba en casos así. La fiscalía está investigando el caso por los cargos de "acoso sexual" y "agresión sexual". Tras la entrevista, Adèle Haenel finalmente decidió presentar una denuncia el 26 de noviembre de 2019.
Tras negar inicialmente los hechos, Ruggia acabó reconociendo haber «cometido el error de actuar como Pigmalión con los malentendidos y trabas que suscita», pero a mediados de diciembre, en la revista Marianne, achacó la “hostilidad” de la actriz a que la hubiese rechazado para una película.
Varias actrices han manifestado su apoyo a Haenel, al igual que la escritora Vanessa Springora, autora del libro El consentimiento, donde relata su relación a mediados de los años 80, cuando tenía 14 años, con el escritor Gabriel Matzneff, de 50, ante la complacencia de todo su entorno. La denuncia ha supuesto un revulsivo para poner sobre la mesa el debate sobre la laxitud del mundo intelectual y artístico en lo relativo al abuso de menores.
En febrero de 2020 durante la ceremonia de los Premios César, Haenel se levanta de su asiento y sale de la sala gritando «¡Qué vergüenza!», como protesta en el momento en el que se anuncia el premio como mejor director a Polanski.
Periodistas como Michel Guerrin, redactor en jefe del diario Le Monde, destacaron el gesto político de la actriz al realizar la denuncia y recuperar en Francia las denuncias del movimiento MeToo. «Adèle Haenel habla de sí misma, pero sobre todo se dirige a nosotros. En una palabra, es política».

## Premios y nominaciones
Premios César 
| Año  | Categoría                | Película                                   | Resultado |
| ---- | ------------------------ | ------------------------------------------ | --------- |
| 2008 | Mejor esperanza femenina | Naissance des pieuvres                     | Nominada  |
| 2012 | Mejor esperanza femenina | L'Apollonide: Souvenirs de la maison close | Nominada  |
| 2014 | Mejor actriz secundaria  | Suzanne                                    | Ganadora  |
| 2015 | Mejor actriz             | Les Combattants                            | Ganadora  |
| 2018 | Mejor actriz secundaria  | 120 battements par minute                  | Nominada  |
| 2019 | Mejor actriz             | En liberté !                               | Nominada  |
| 2020 | Mejor actriz             | Portrait de la jeune fille en feu          | Nominada  |